# テロリスト (マルティン・ベック)

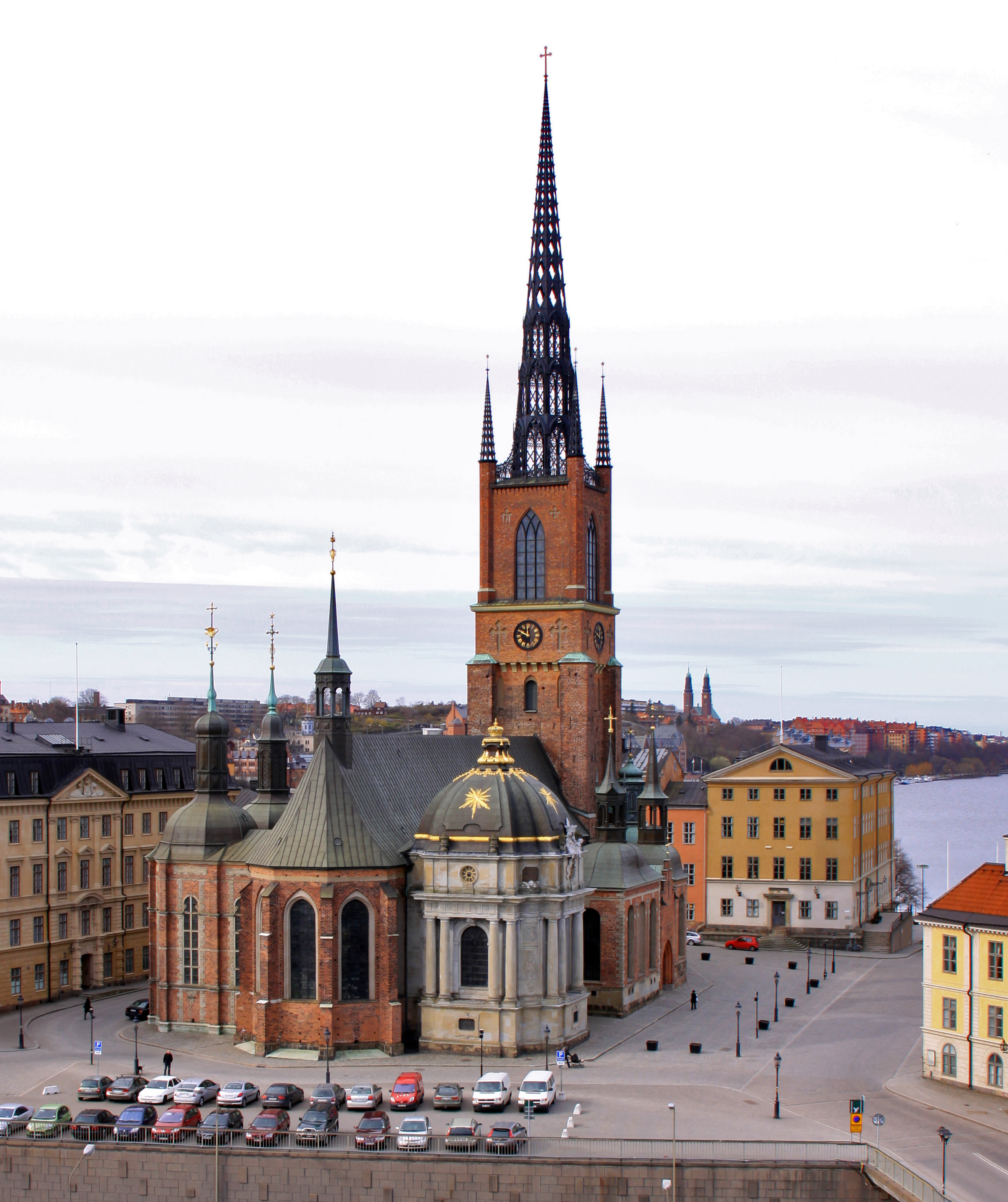
リッダーホルム教会

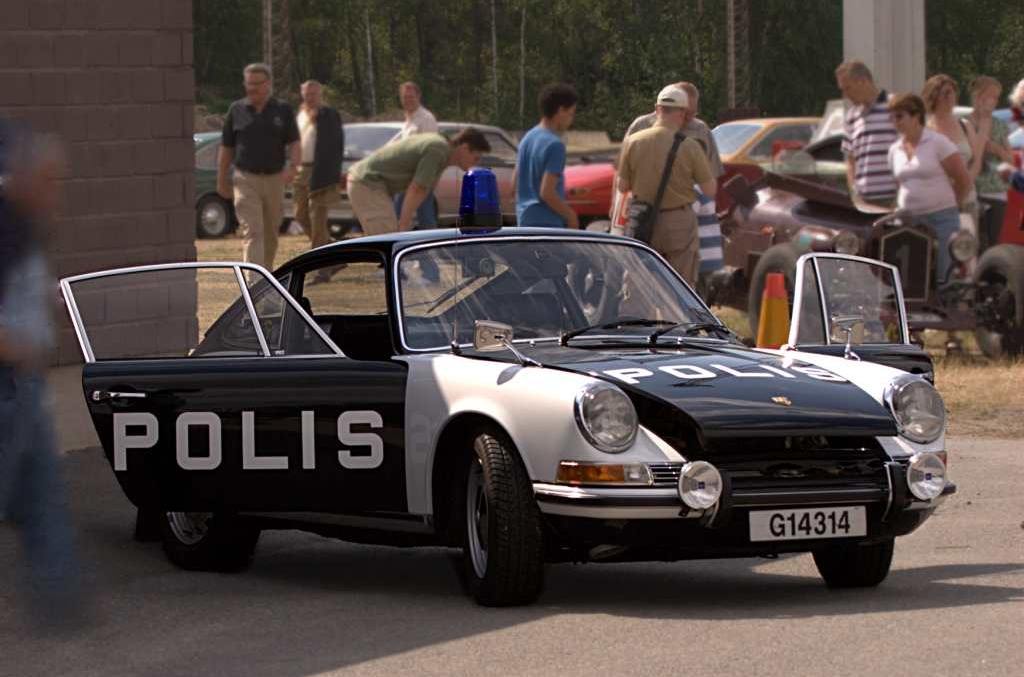
作中に登場するポルシェ・911のパトロールカー

『テロリスト』は、ペール・ヴァールーとマイ・シューヴァル共著によるスウェーデンの警察小説「マルティン・ベック シリーズ」の第10作、最終作である。
翻訳の原書は、ジョーン・テイト（Joan Tate）訳、パンテオン・ブックス（Pantheon Books）の英語版「The Terrorists」と英語版で割愛された第15章をスウェーデン語版から。

## あらすじ
1974年11月にアメリカ合衆国の上院議員がスウェーデンを訪問することになった。警察上層部はグンヴァルド・ラーソンを某国に要人警護体制の視察に派遣した。そのラーソンの眼前で某国を訪問していた賓客はテロリスト集団の仕掛けた爆弾により殺害されてしまった。
スウェーデンでの要人警護は上院議員の身辺警護を公安部（Rikspolisstyrelsens säkerhetsavdelning：Säpo）に、警護全般の指揮はマルティン･ベックに任されることとなった。国外の警察や公安部がCIA等から入手したテロリスト集団の手口や構成員の情報を基に警備計画が練られた。
着々と準備が進み後は上院議員の到着を待つばかりとなった頃、ベックとラーソンの元にテロリストらしき人物がストックホルムに潜入しているらしいとの情報がもたらされた。

## 登場人物
マルティン・ベック
ストックホルム警察・殺人課・主任警視
グンヴァルド・ラーソン
ストックホルム警察・殺人課・警視
エイナール・ルン
ストックホルム警察・殺人課・警部
ベニー・スカッケ
ストックホルム警察・殺人課・警部
フレドリック・メランデル
ストックホルム警察・窃盗課・警視
エリック・メラー
公安部・部長
オーサ・トーレル
ストックホルム警察・メルスタ署・婦人警官
レンナルト・コルベリ
陸軍博物館・職員
レベッカ・ルンド
銀行強盗
ヘドバルド・ブラクセン
弁護士
ラインハルト・ハイト
テロリスト